# Tom Sutton
Tom Sutton est un dessinateur et auteur de comics américain né le 15 avril 1937 et décédé le 3 mai 2002.

## Biographie
Tom Sutton naît le 15 avril 1937 à North Adams dans le Massachusetts. En 1955 après le lycée il s'engage dans l'U.S. Air Force. Là il dessine ses premières histoires qui paraissent dans le journal de son régiment. Lorsqu'il quitte l'armée il suit des cours d'art à  la School of the Museum of Fine Arts de Boston. Après ses études il se lance en indépendant comme dessinateur pour publicités. En 1967, il se lance dans les comics : un récit d'horreur est publié dans le magazine Eerie de Warren Publishing et un western par Marvel Comics. En 1969, il dessine la première aventure de Vampirella dans le magazine homonyme de Warren Publishing. Sa collaboration avec cet éditeur ne l'empêche pas de dessiner des histoires pour d'autres et particulièrement pour les magazines de Skywald Publications. Il signe alors le plus souvent ses histoires du pseudonyme Sean Todd. L'horreur et le western ne sont pas les seuls genres qu'il illustrent. Il dessine aussi des histoires de science-fiction comme l'adapation en comics de La Planète des singes publiée par Marvel ou des séries chez First Comics, ou des histoires humoristiques qui apparaissent dans Not Brand Ecch chez Marvel. Il travaille beaucoup pour cet éditeur dans les années 1970 et 1980 surtout de nouveau sur des séries fantastiques lorgnant vers l'horreur comme Werewolf by Night, Ghost Rider, etc. Il travaille aussi pour Charlton Comics, encore une fois sur les séries d'horreur comme Ghost Manor, Midnight Tales, Monster Hunters et The Many Ghosts of Doctor Graves. Pour DC Comics il dessine des épisodes de House of Mystery et  House of Secrets et surtout les 56 épisodes de l'adaptation de Star Trek. Il prend sa retraite en 1994 mais cela ne l'empêche pas de réaliser de temps en temps des histoires comme celles publiées dans la collection Eros Comix de l'éditeur Fantagraphics. Tom Sutton meurt le 3 mai 2002 alors qu'il était devant sa table à dessin.

## Publications
- The Many Ghosts of Doctor Graves
- Charlton Comics
- Creepy (Warren Publishing)
- Eerie (Warren Publishing)
- Vampirella (Warren Publishing)
- Daimon Hellstrom  (Marvel Comics)
- House of Secrets (DC Comics)
- House of Mystery (DC Comics)
- Werewolf by Night (Marvel Comics)
- Kid Colt (Marvel Comics)
- Western Gunfighters (Marvel Comics)
- Ghost Rider (Marvel Comics)
- Docteur Strange (Marvel Comics)
- Captain Marvel (Marvel Comics)
- Amazing Adventures (Marvel Comics)
- Croatoan de Harlan Ellison
- Marvel Comics Presents...